# Deuxième circonscription d'Avesnes
La deuxième circonscription d'Avesnes était une circonscription législative française que comptait le département du Nord sous la Troisième République  de 1876 à 1885, de 1889 à 1919 et de 1928 à 1940.

## La circonscription de 1876 à 1885

### Description géographique et démographique
La deuxième circonscription d'Avesnes était située à la périphérie de l'agglomération avesnoise. Située entre la Belgique et les arrondissements de Valenciennes et de Cambrai, la circonscription est centrée autour de la ville de Maubeuge. 
Elle regroupait les divisions administratives suivantes : canton de Bavay  ; canton de Berlaimont ; canton de Maubeuge ; canton du Quesnoy-Est  et le canton du Quesnoy-Ouest.

### Historique des députations
| Législature     | Début de mandat | Fin de mandat   | Député élu       | Parti politique    | Observations                               |
| --------------- | --------------- | --------------- | ---------------- | ------------------ | ------------------------------------------ |
| 1re législature | 16 avril 1876   | 25 juin 1877    | Émile de Marcère | Centre gauche      |                                            |
| 2e législature  | 14 octobre 1877 | 27 octobre 1881 | Émile de Marcère | Opportuniste       |                                            |
| 3e législature  | 21 août 1881    | 28 février 1884 | Émile de Marcère | Opportuniste       | Elu sénateur inamovible le 28 février 1884 |
| 3e législature  | 6 avril 1884    | 9 novembre 1885 | Maxime Lecomte   | Union républicaine |                                            |

## La circonscription de 1889 à 1919

### Description géographique et démographique
La deuxième circonscription d'Avesnes était située à la périphérie de l'agglomération avesnoise. Située entre la Belgique et les arrondissements de Valenciennes et de Cambrai, la circonscription est centrée autour de la ville de Maubeuge. 
Elle regroupait les divisions administratives suivantes : canton de Bavay  ; canton de Maubeuge et le canton de Solre-le-Château.

### Historique des députations
| Législature     | Début de mandat   | Fin de mandat   | Député élu       | Parti politique    | Observations                                  |
| --------------- | ----------------- | --------------- | ---------------- | ------------------ | --------------------------------------------- |
| 5e législature  | 22 septembre 1889 | 17 janvier 1891 | Maxime Lecomte   | Union républicaine | Elu sénateur du Nord le 4 janvier 1891        |
| 5e législature  | 22 février 1891   | 14 octobre 1893 | Ernest Herbecq   | Républicain        |                                               |
| 6e législature  | 20 août 1893      | 31 mai 1898     | Félix Defontaine | Radical-socialiste |                                               |
| 7e législature  | 8 mai 1898        | 31 mai 1902     | Félix Defontaine | Radical-socialiste |                                               |
| 8e législature  | 27 avril 1902     | 31 mai 1906     | Félix Defontaine | Radical-socialiste |                                               |
| 9e législature  | 6 mai 1906        | 31 mai 1910     | Félix Defontaine | Radical-socialiste |                                               |
| 10e législature | 24 avril 1910     | 31 mai 1914     | Félix Defontaine | Radical-socialiste |                                               |
| 11e législature | 10 mai 1914       | 26 février 1918 | Félix Defontaine | Radical-socialiste | Décès du député Defontaine le 26 février 1918 |

## La circonscription de 1928 à 1940

### Description géographique et démographique
La deuxième circonscription d'Avesnes était située à la périphérie de l'agglomération avesnoise. Située entre la Belgique et les arrondissements de Valenciennes et de Cambrai, la circonscription est centrée autour de la ville de Maubeuge. 
Elle regroupait les divisions administratives suivantes : canton de Bavay  ; canton de Maubeuge-Nord et le canton de Maubeuge-Sud.

### Historique des députations
| Législature     | Début de mandat | Fin de mandat | Député élu        | Parti politique | Observations                                                                                    |
| --------------- | --------------- | ------------- | ----------------- | --------------- | ----------------------------------------------------------------------------------------------- |
| 14e législature | 29 avril 1928   | 31 mai 1932   | Augustin Desoblin | PCF             |                                                                                                 |
| 15e législature | 8 mai 1932      | 31 mai 1936   | Maurice Deudon    | SFIO            |                                                                                                 |
| 16e législature | 3 mai 1936      | 31 mai 1942   | Maurice Deudon    | SFIO            | Un décret de juillet 1939 a prorogé jusqu'au 31 mai 1942 le mandat des députés élus en mai 1936 |